# Lee Go-eun
Lee Go-eun es una actriz infantil surcoreana, conocida por sus papeles en las series Misaeng, Find Me in Your Memory y True Beauty.

## Carrera
Participó como hija del personaje de Lee Jang Woo en el drama Rosy Lovers (2015).

## Filmografía

### Series de televisión
| Año  | Título                              | Papel                       | Red  |
| ---- | ----------------------------------- | --------------------------- | ---- |
| 2014 | Gap-dong                            | Yang Seon-joo               | tvN  |
| 2014 | Ojos De Ángel                       | Park Hye-joo                | SBS  |
| 2014 | Tres Días                           | nieta de Kim Ki-beom        | SBS  |
| 2014 | Su Deseo                            | Song Yi-hyun                | MBC  |
| 2014 | Misaeng                             | Park So-mi                  | tvN  |
| 2015 | Rosy Lovers                         | Park Cho-rong               | MBC  |
| 2015 | The Dearest Lady                    | Park Sae-rom                | MBC  |
| 2016 | The Master of Revenge               | Kim Da-hae (de pequeña)     |      |
| 2018 | Secret Mother                       | Lee Chae-rin                |      |
| 2019 | Flower Crew: Joseon Marriage Agency | Gae-Ddong (de pequeña)      | JTBC |
| 2020 | Forest                              | Jung Young-jae (de pequeña) | KBS2 |
| 2020 | Memorist                            | Kim So-mi (de pequeña)      | tvN  |
| 2020 | Find Me in Your Memory              | Jung Seo-yun (de pequeña)   | MBC  |
| 2020 | True Beauty                         | Lim Joo-kyung (de pequeña)  | tvN  |
| 2021 | Be My Dream Family                  | Min Sol                     | KBS1 |

### Cine
| Año  | Título                     | Papel     |
| ---- | -------------------------- | --------- |
| 2014 | Obsesionado                |           |
| 2015 | Alice: Boy from Wonderland | Hye Joong |

## Premios y nominaciones
| Año  | Categoría          | Premio                           | Trabajo            | Resultado |
| ---- | ------------------ | -------------------------------- | ------------------ | --------- |
| 2021 | Best Young Actress | KBS Drama Award                  | Be My Dream Family | Nominada  |
| 2021 | Child Actor Award  | 40th Golden Cinema Film Festival | Sunkist Family     | Ganó      |